# Try This
Try This é o terceiro álbum de estúdio da cantora Pink, lançado em 2003.
Vendeu mais de 3.000.000 de cópias, não teve tanto sucesso como no álbum anterior, M!ssundaztood que vendeu 14 milhões de cópias.

## Faixas
1. "Trouble" (Tim Armstrong, Pi!nk) – 3:13
2. "God Is a DJ" (billymann, Jonathan Davis, P!nk) – 3:46
3. "Last to Know" (Armstrong, P!nk) – 4:03
4. "Tonight's the Night" (Armstrong, P!nk) – 3:56
5. "Oh My God" (featuring Peaches) (Armstrong, Merrill Nisker, P!nk) – 3:44
6. "Catch Me While I'm Sleeping" (Linda Perry, P!nk) – 5:03
7. "Waiting for Love" (Paul Ill, Brian MacLeod, Perry, P!nk, Eric Schermerhorn) – 5:28
8. "Save My Life" (Armstrong, P!nk) – 3:16
9. "Try Too Hard" (Perry, P!nk) – 3:14
10. "Humble Neighbourhoods" (Armstrong, P!nk) – 3:52
11. "Walk Away" (Armstrong, P!nk) – 3:39
12. "Unwind" (Armstrong, P!nk) – 3:14
13. "Love Song" (Damon Elliott, P!nk) – 6:32
14. "Feel Good Time" (featuring William Orbit) (William Orbit, Beck) – 3:58
15. "Hooker" (Faixa escondida) – 6:32

Single B-sides
1. "Free" ("Trouble" B-side)
2. "Delirium" ("Trouble" B-side)